# Leucophenga orientalis
Leucophenga orientalis är en tvåvingeart som beskrevs av Lin och Wheeler 1972. Leucophenga orientalis ingår i släktet Leucophenga och familjen daggflugor. Inga underarter finns listade i Catalogue of Life.